# ㇽ
ㇽは小書き片仮名の「ル」であり、アイヌ語および朝鮮語のカナ文字表記で使用される仮名のひとつである。前の音と組み合わせ1モーラを形成する。通常は日本語では使用されない。
「ル」の発音と異なり、ルを発音するかしないか（内破音）程度の息が漏れる場合に使用され、音節最後の「l」の発音となる。アイヌ語の場合は「閉音節の音節末子音l」となる。
朝鮮語を仮名で表記する場合に、終声の「l」で使用されることがある (例:ナムㇽ)。
イタリア語を仮名で表記する場合に、llまたはrrの音をㇽ+ラ行で表すことがある (例:ボッティチェㇽリ)。

## ㇽに関わる諸事項
- アイヌ語に対応する目的で、JIS X 0213で追加された仮名の一つである。